# Weg der Träume (Film)
Weg der Träume (Originaltitel: The Journey of August King) ist ein US-amerikanisches Filmdrama aus dem Jahr 1995. Regie führte John Duigan, das Drehbuch schrieb John Ehle anhand des eigenen Romans aus dem Jahr 1971.

## Handlung
Die Handlung spielt im Jahr 1815 in North Carolina. August King lebt nach dem Tod seiner Frau und seines Kindes alleine. Er ist auf der Heimreise, als er die geflohene Sklavin Annalees Williamsburg trifft. Derer Besitzer Olaf Singletary bietet Land und ein Pferd als Belohnung fürs Zurückbringen. King meint, der Preis sei für einen Menschen niedrig – er hat jedoch Bedenken, Williamsburg zu helfen. Trotzdem duldet er, dass sie sich in seinem Wagen versteckt. Mit der Zeit kommen sich Williamsburg und King näher.

## Kritiken
James Berardinelli schrieb auf Reel Views, der Film sei beinahe einwandfrei. Er biete „starke Darstellungen, realistische Sets und Kostüme, intelligentes Drehbuch, solide Regie und aufrüttelnde Kameraarbeit“ – der Film sei unter jedem Aspekt beeindruckend. Jede Situation sei sorgfältig durchdacht, um Effekthascherei oder Melodramatik zu vermeiden – nichts wirke auch nur annähernd gekünstelt. Der Kameramann, der bereits mit Krzysztof Kieślowski zusammengearbeitet habe, schaffe mit speziellen Farbfiltern eine künstlerisch kraftvolle Atmosphäre. Thandie Newton bringe in ihre Rolle eine Mischung aus Würde und Verzweiflung sowie subtile Erotik. Larry Drake kreiere eine komplexe Figur.
Das Lexikon des internationalen Films schrieb: „Eine in sehr gemächlicher, unspektakulärer Form inszenierte Romanverfilmung, die bisweilen in Leerlauf abzurutschen droht. Dennoch gelingt ihr eine plausible Darstellung sowohl der harten Lebensumstände jener Zeit als auch der zaghaften Beziehung der beiden ausgestoßenen Hauptfiguren.“

## Hintergründe
Universal Studios sicherte sich kurz nach der Veröffentlichung der Romanvorlage im Jahr 1971 die Filmrechte. Innerhalb von mehr als 20 Jahren wurden drei Drehbuchfassungen geschrieben, bis man mit den Dreharbeiten begann. Der Film wurde in North Carolina gedreht. Die Weltpremiere fand am 14. September 1995 auf dem Toronto International Film Festival statt.